# Kepler-20f
Kepler-20f — підтверджена екзопланета у сузір'ї Ліри. Радіус планети перевищує земний у 1,03 разів, таким чином це найближча, за розміром, пітверджена екзопланета. Відстань цієї планети від Землі становить приблизно 1,000 світлових років. 

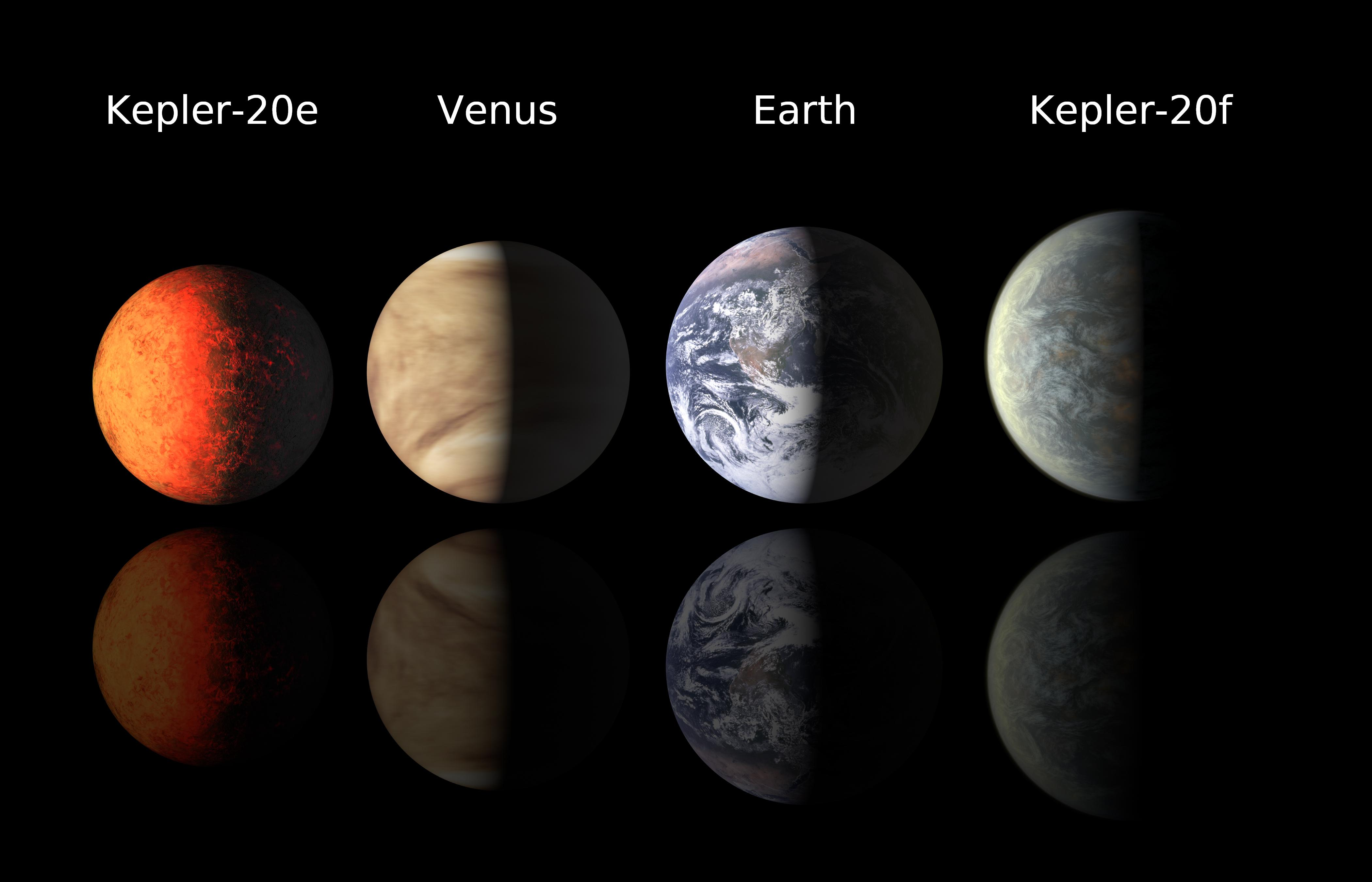
Kepler-20e і Kepler-20f у порівнянні з Венерою і Землею

## Дивись також
- Кеплер (орбітальний телескоп)